# La Libre Parole
La Libre Parole ou La Libre Parole illustrée (francês; liberdade de expressão) foi um jornal político antissemita francês fundado em 1892 pelo jornalista e polemista Édouard Drumont. 

## História
Afirmando aderir a teses próximas do socialismo, La Libre Parole é conhecido por denunciar vários escândalos, entre eles o Escândalo do Panamá, que deve seu nome à publicação de um arquivo sobre ele no jornal de Drumont.
Na época do Caso Dreyfus, La Libre Parole teve um sucesso considerável, tornando-se o principal órgão do antissemitismo parisiense. Após o suicídio do major Hubert-Joseph Henry, patrocinou uma assinatura pública em favor da viúva na qual os doadores poderiam expressar um desejo. (Uma pequena amostra: 0,5 franco "por uma cozinheira que gostaria de colocar os judeus em seus fornos"; 5 francos "por um vigário que deseja ardentemente exterminar todos os judeus e maçons"; 1 franco "por um pequeno vigário de Poitou que ficaria feliz em cantar com alegria um Réquiem para o último judeu que restou".)  Drumont e seus colaboradores reivindicaram uma ligação entre os judeus e o capitalismo, que moldou as visões anticapitalistas de La Libre Parole.
Drumont deixou a direção do jornal em 1898, quando ingressou na política (eleito deputado de Argel até 1902). Por volta de 1908, desejando vender La Libre Parole para Léon Daudet, Drumont tentou fundir o jornal com L'Action française, mas o projeto falhou.
A partir de 1910, o jornal passou a ser editado por católicos ultraconservadores e nunca mais recuperou o sucesso que havia obtido com o estilo beligerante de Drumont, Gaston Méry  foi um de seus editores-chefes. Em janeiro de 1919, publicou uma declaração do Marquês de l'Estourbeillon a favor do ensino do bretão na escola.
O antissemitismo na França diminuiu durante a década de 1920, em parte porque o fato de tantos judeus terem morrido lutando pela França durante a Primeira Guerra Mundial tornou mais difícil acusá-los de não serem patriotas. La Libre Parole, que já vendeu 300.000 cópias por edição, fechou em 1924. 

## Legado
O legado do jornal diário de Drumont foi reivindicado por várias publicações efêmeras que reutilizaram o título La Libre Parole para organizações nacionalistas e xenófobas: 
- La Libre parole (1 er no), mais tarde La Libre parole républicaine (Paris, 7 de novembro de 1926 – abril de 1929).
- La Libre Parole de Paris (mais tarde Fontainebleau) (1928-1929) representa-se em 1929 como sendo a continuação do jornal diário de Drumont;

- La Libre parole, "revisão mensal", mais tarde "revisão anti-judeo-maçônica" (Brunoy depois Paris, 1930–1936), editado por Henry Coston. Em abril de 1935, absorveu o quinzenal Le Porc-épic (O porco-espinho) e depois apareceu como La Libre parole et le Porc-épic. Em outubro de 1937, foi substituído por Le Siècle nouveau, uma revista mensal publicada pelo Escritório Nacional de Propaganda (Vichy).
- La Libre Parole, "corpo nacionalista independente", revista mensal (Paris, I-III, outubro de 1930 – 1932), editada por Henry Coston. Também apareceu no mesmo ano sob o nome de La Libre parole politique et sociale.
- Em 1940, as autoridades da França ocupada pelos nazistas não permitiram que o jornal reaparecesse. Coston usou o título como um rótulo editorial para publicar, a partir de 1943, o Bulletin d'information anti-maçonnique (Boletim de Informação Anti-maçônica) e o Bulletin d'information sur la question juive (Boletim de Informação sobre a Questão Judaica).